# Lista de jogos eletrônicos da Square Enix Europe
A Square Enix Europe é uma publicadora de jogos eletrônicos britânica que é propriedade exclusiva da Square Enix, uma companhia de jogos eletrônicos japonesa. A Square Enix adquiriu a publicadora de jogos Eidos plc em 22 de abril de 2009, que foi então fundida com a ala editora da Square Enix na Europa e reorganizada como "Square Enix Europe". Esta lista de jogos inclui os lançados no varejo, os disponíveis para download e os jogos lançados para celulares publicados pela Square Enix Europe desde a sua formação em abril de 2009. Antes de sua compra, a Eidos plc era a holding do grupo de empresas Eidos, incluindo a publicadora Eidos Interactive e estúdios de desenvolvimento como a Crystal Dynamics, IO Interactive, Beautiful Game Studios, e Eidos Montréal. A maioria dos títulos publicados pela Square Enix Europe foram desenvolvidos por essas antigas subsidiárias ou controladas mais recentes da Square Enix como a Square Enix Montréal. Adicionalmente, a maioria dos títulos pertencem a franquias anteriormente publicados pela Eidos, como as séries Tomb Raider, Hitman, Deus Ex e Championship Manager.
A série Championship Manager tem visto o maior número de lançamentos da Square Enix Europe, com nove jogos em quatro plataformas, seguido pela série Tomb Raider com seis jogos através de onze plataformas. Várias das franquias publicadas pela Square Enix Europe venderam milhões de cópias antes e depois da sua fundação: a franquia Tomb Raider tem as maiores vendas ao longo de sua história, com mais de 45 milhões de cópias desde 1996, seguida por Hitman com mais de 15 milhões de cópias vendidas desde 2000. Várias outras séries, incluindo Deus Ex, Championship Manager, e Just Cause, também venderam vários milhões de cópias ao longo de suas vidas.

## Jogos eletrônicos
| Battlestations: Pacific                  | Xbox 360            | 12 de maio de 2009 | Eidos Hungary                                | [ 5 ]                  |                                  |                   |                       |                |                 |
| Battlestations: Pacific                  | Microsoft Windows   | 12 de maio de 2009 | Eidos Hungary                                | [ 6 ]                  |                                  |                   |                       |                |                 |
| Battlestations: Pacific                  | OS X                | 12 de maio de 2009 | Eidos Hungary / Robosoft Technologies        | [ 7 ]                  |                                  |                   |                       |                |                 |
| Batman: Arkham Asylum                    | PlayStation 3       | 25 de agosto de 2009 | Rocksteady Studios                           | [ 8 ]                  |                                  |                   |                       |                |                 |
| Batman: Arkham Asylum                    | Xbox 360            | 25 de agosto de 2009 | Rocksteady Studios                           | [ 9 ]                  |                                  |                   |                       |                |                 |
| Batman: Arkham Asylum                    | Microsoft Windows   | 15 de setembro de 2009 | Rocksteady Studios                           | [ 10 ]                 |                                  |                   |                       |                |                 |
| Mini Ninjas                              | Microsoft Windows   | 8 de setembro de 2009 | IO Interactive                               | [ 11 ]                 |                                  |                   |                       |                |                 |
| Mini Ninjas                              | PlayStation 3       | 8 de setembro de 2009 | IO Interactive                               | [ 12 ]                 |                                  |                   |                       |                |                 |
| Mini Ninjas                              | Wii                 | 8 de setembro de 2009 | IO Interactive                               | [ 13 ]                 |                                  |                   |                       |                |                 |
| Mini Ninjas                              | Xbox 360            | 8 de setembro de 2009 | IO Interactive                               | [ 14 ]                 |                                  |                   |                       |                |                 |
| Mini Ninjas                              | Nintendo DS         | 8 de setembro de 2009 | IO Interactive / Magic Pockets               | [ 15 ]                 |                                  |                   |                       |                |                 |
| Mini Ninjas                              | OS X                | 8 de julho de 2010 | IO Interactive                               | [ 16 ]                 |                                  |                   |                       |                |                 |
| Mini Ninjas                              | Android             | 4 de março de 2013 | Magic Pockets                                | [ 17 ]                 |                                  |                   |                       |                |                 |
| Mini Ninjas                              | iOS                 | 4 de março de 2013 | Magic Pockets                                | [ 18 ]                 |                                  |                   |                       |                |                 |
| Order of War                             | Microsoft Windows   | 18 de setembro de 2009 | Wargaming                                    | [ 19 ]                 |                                  |                   |                       |                |                 |
| Championship Manager 2010                | Microsoft Windows   | 11 de setembro de 2009 | Beautiful Game Studios                       | [ 20 ]                 |                                  |                   |                       |                |                 |
| Championship Manager 2010                | OS X                | 13 de novembro de 2009 | Beautiful Game Studios / Virtual Programming | [ 21 ]                 |                                  |                   |                       |                |                 |
| Pony Friends 2                           | Microsoft Windows   | 20 de novembro de 2009 | Tantalus Media                               | [ 22 ]                 |                                  |                   |                       |                |                 |
| Pony Friends 2                           | Nintendo DS         | 13 de fevereiro de 2010 | Tantalus Media                               | [ 23 ]                 |                                  |                   |                       |                |                 |
| Pony Friends 2                           | Wii                 | 13 de fevereiro de 2010 | Tantalus Media                               | [ 24 ]                 |                                  |                   |                       |                |                 |
| Flora's Fruit Farm                       | Microsoft Windows   | 2 de outubro de 2009 | Honeyslug                                    | [ 25 ]                 |                                  |                   |                       |                |                 |
| Supreme Commander 2                      | Microsoft Windows   | 2 de março de 2010 | Gas Powered Games                            | [ 26 ]                 |                                  |                   |                       |                |                 |
| Championship Manager: 80s Legends        | Android             | 18 de março de 2010 | Dynamo Games                                 | [ 27 ]                 |                                  |                   |                       |                |                 |
| Championship Manager: 80s Legends        | iOS                 | 18 de março de 2010 | Dynamo Games                                 | [ 28 ]                 |                                  |                   |                       |                |                 |
| Just Cause 2                             | Microsoft Windows   | 23 de março de 2010 | Avalanche Studios                            | [ 29 ]                 |                                  |                   |                       |                |                 |
| Just Cause 2                             | PlayStation 3       | 23 de março de 2010 | Avalanche Studios                            | [ 30 ]                 |                                  |                   |                       |                |                 |
| Just Cause 2                             | Xbox 360            | 23 de março de 2010 | Avalanche Studios                            | [ 31 ]                 |                                  |                   |                       |                |                 |
| Kane & Lynch 2: Dog Days                 | Microsoft Windows   | 17 de agosto de 2010 | IO Interactive                               | [ 32 ]                 |                                  |                   |                       |                |                 |
| Kane & Lynch 2: Dog Days                 | PlayStation 3       | 17 de agosto de 2010 | IO Interactive                               | [ 33 ]                 |                                  |                   |                       |                |                 |
| Kane & Lynch 2: Dog Days                 | Xbox 360            | 17 de agosto de 2010 | IO Interactive                               | [ 34 ]                 |                                  |                   |                       |                |                 |
| Lara Croft and the Guardian of Light     | Xbox 360            | 18 de agosto de 2010 | Crystal Dynamics                             | [ 35 ] [ 36 ]          |                                  |                   |                       |                |                 |
| Lara Croft and the Guardian of Light     | Microsoft Windows   | 28 de setembro de 2010 | Crystal Dynamics                             | [ 36 ] [ 37 ]          |                                  |                   |                       |                |                 |
| Lara Croft and the Guardian of Light     | PlayStation 3       | 28 de setembro de 2010 | Crystal Dynamics                             | [ 36 ] [ 38 ]          |                                  |                   |                       |                |                 |
| Lara Croft and the Guardian of Light     | iOS                 | 16 de dezembro de 2010 | Crystal Dynamics / Ideaworks Game Studio     | [ 36 ] [ 39 ]          |                                  |                   |                       |                |                 |
| Lara Croft and the Guardian of Light     | BlackBerry PlayBook | 30 de abril de 2012 | Crystal Dynamics                             | [ 36 ] [ 40 ]          |                                  |                   |                       |                |                 |
| Lara Croft and the Guardian of Light     | Android             | 16 de julho de 2012 | Crystal Dynamics / Ideaworks Game Studio     | [ 36 ] [ 41 ]          |                                  |                   |                       |                |                 |
| Championship Manager 2011                | iOS                 | 21 de outubro de 2010 | Beautiful Game Studios                       | [ 42 ]                 |                                  |                   |                       |                |                 |
| Championship Manager 2011                | Android             | 21 de outubro de 2010 | Beautiful Game Studios                       | [ 43 ]                 |                                  |                   |                       |                |                 |
| Championship Manager: 70s Legends        | Android             | 20 de dezembro de 2010 | Dynamo Games                                 | [ 28 ]                 |                                  |                   |                       |                |                 |
| Championship Manager: 70s Legends        | iOS                 | 20 de dezembro de 2010 | Dynamo Games                                 | [ 28 ]                 |                                  |                   |                       |                |                 |
| Big Hit Baseball                         | iOS                 | 16 de fevereiro de 2011 | Beautiful Game Studios                       | [ 44 ]                 |                                  |                   |                       |                |                 |
| Deus Ex: Human Revolution                | Microsoft Windows   | 23 de agosto de 2011 | Eidos Montréal                               | [ 45 ] [ 46 ]          |                                  |                   |                       |                |                 |
| Deus Ex: Human Revolution                | PlayStation 3       | 23 de agosto de 2011 | Eidos Montréal                               | [ 46 ] [ 47 ]          |                                  |                   |                       |                |                 |
| Deus Ex: Human Revolution                | Xbox 360            | 23 de agosto de 2011 | Eidos Montréal                               | [ 46 ] [ 48 ]          |                                  |                   |                       |                |                 |
| Deus Ex: Human Revolution                | OS X                | 26 de abril de 2012 | Eidos Montréal / Feral Interactive           | [ 46 ] [ 49 ]          |                                  |                   |                       |                |                 |
| Deus Ex: Human Revolution                | Wii U               | 22 de outubro de 2013 | Eidos Montréal                               | [ 46 ] [ 50 ]          |                                  |                   |                       |                |                 |
| All Zombies Must Die!                    | PlayStation 3       | 27 de dezembro de 2011 | Doublesix                                    | [ 51 ]                 |                                  |                   |                       |                |                 |
| All Zombies Must Die!                    | Xbox 360            | 28 de dezembro de 2011 | Doublesix                                    | [ 51 ]                 |                                  |                   |                       |                |                 |
| Mini Ninjas Adventures                   | Xbox 360            | 27 de junho de 2012 | Side-Kick                                    | [ 52 ] [ 53 ]          |                                  |                   |                       |                |                 |
| Mensa Academy                            | PlayStation 3       | 27 de julho de 2012 | Silverball Studios                           | [ 54 ] [ 55 ]          |                                  |                   |                       |                |                 |
| Mensa Academy                            | Wii                 | 27 de julho de 2012 | Silverball Studios                           | [ 54 ] [ 55 ]          |                                  |                   |                       |                |                 |
| Mensa Academy                            | Xbox 360            | 27 de julho de 2012 | Silverball Studios                           | [ 54 ] [ 55 ]          |                                  |                   |                       |                |                 |
| Mensa Academy                            | Android             | 27 de julho de 2012 | Silverball Studios                           | [ 54 ] [ 55 ]          |                                  |                   |                       |                |                 |
| Mensa Academy                            | iOS                 | 27 de julho de 2012 | Silverball Studios                           | [ 54 ] [ 55 ]          |                                  |                   |                       |                |                 |
| Sleeping Dogs                            | Microsoft Windows   | 14 de agosto de 2012 | United Front Games                           | [ 56 ] [ 57 ]          |                                  |                   |                       |                |                 |
| Sleeping Dogs                            | PlayStation 3       | 14 de agosto de 2012 | United Front Games                           | [ 57 ] [ 58 ]          |                                  |                   |                       |                |                 |
| Sleeping Dogs                            | Xbox 360            | 14 de agosto de 2012 | United Front Games                           | [ 57 ] [ 59 ]          |                                  |                   |                       |                |                 |
| Sleeping Dogs                            | PlayStation 4       | 14 de outubro de 2014 | United Front Games                           | [ 57 ] [ 60 ]          |                                  |                   |                       |                |                 |
| Sleeping Dogs                            | Xbox One            | 14 de outubro de 2014 | United Front Games                           | [ 57 ] [ 61 ]          |                                  |                   |                       |                |                 |
| Sleeping Dogs                            | OS X                | 31 de março de 2016 | United Front Games / Feral Interactive       | [ 57 ] [ 62 ]          |                                  |                   |                       |                |                 |
| Hitman: Absolution                       | Microsoft Windows   | 20 de novembro de 2012 | IO Interactive                               | [ 63 ] [ 64 ]          |                                  |                   |                       |                |                 |
| Hitman: Absolution                       | PlayStation 3       | 20 de novembro de 2012 | IO Interactive                               | [ 63 ] [ 64 ]          |                                  |                   |                       |                |                 |
| Hitman: Absolution                       | Xbox 360            | 20 de novembro de 2012 | IO Interactive                               | [ 63 ] [ 64 ]          |                                  |                   |                       |                |                 |
| Hitman: Absolution                       | OS X                | 15 de maio de 2014 | IO Interactive / Feral Interactive           | [ 64 ] [ 65 ]          |                                  |                   |                       |                |                 |
| Tomb Raider                              | Microsoft Windows   | 5 de março de 2013 | Crystal Dynamics                             | [ 66 ] [ 67 ]          |                                  |                   |                       |                |                 |
| Tomb Raider                              | PlayStation 3       | 5 de março de 2013 | Crystal Dynamics                             | [ 67 ] [ 68 ]          |                                  |                   |                       |                |                 |
| Tomb Raider                              | Xbox 360            | 5 de março de 2013 | Crystal Dynamics                             | [ 67 ] [ 69 ]          |                                  |                   |                       |                |                 |
| Tomb Raider                              | OS X                | 23 de janeiro de 2014 | Crystal Dynamics / Feral Interactive         | [ 67 ] [ 70 ]          |                                  |                   |                       |                |                 |
| Tomb Raider                              | PlayStation 4       | 28 de janeiro de 2014 | Crystal Dynamics                             | [ 67 ] [ 71 ]          |                                  |                   |                       |                |                 |
| Tomb Raider                              | Xbox One            | 28 de janeiro de 2014 | Crystal Dynamics                             | [ 67 ] [ 72 ]          |                                  |                   |                       |                |                 |
| Tomb Raider                              | Linux               | 27 de abril de 2016 | Crystal Dynamics / Feral Interactive         | [ 67 ] [ 73 ]          |                                  |                   |                       |                |                 |
| Tomb Raider                              | Mini Ninjas Mobile  | iOS | 6 de março de 2013                           | IO Interactive         | [ 74 ]                           |                   |                       |                |                 |
| Tomb Raider                              | Mini Ninjas Mobile  | Android | 11 de março de 2013                          | IO Interactive         | [ 74 ]                           |                   |                       |                |                 |
| Deus Ex: The Fall                        | iOS                 | 11 de julho de 2013 | N-Fusion Interactive                         | [ 75 ] [ 76 ]          |                                  |                   |                       |                |                 |
| Deus Ex: The Fall                        | Android             | 21 de janeiro de 2014 | N-Fusion Interactive                         | [ 76 ] [ 77 ]          |                                  |                   |                       |                |                 |
| Deus Ex: The Fall                        | Microsoft Windows   | 18 de março de 2014 | N-Fusion Interactive                         | [ 76 ] [ 78 ]          |                                  |                   |                       |                |                 |
| Champ Man 14                             | Android             | 15 de outubro de 2013 | Beautiful Game Studios                       | [ 79 ] [ 80 ]          |                                  |                   |                       |                |                 |
| Champ Man 14                             | iOS                 | 15 de outubro de 2013 | Beautiful Game Studios                       | [ 79 ] [ 80 ]          |                                  |                   |                       |                |                 |
| Tomb Raider                              | iOS                 | 17 de dezembro de 2013 | Crystal Dynamics                             | [ 81 ]                 |                                  |                   |                       |                |                 |
| Thief                                    | Microsoft Windows   | 25 de fevereiro de 2014 | Eidos Montréal                               | [ 82 ] [ 83 ]          |                                  |                   |                       |                |                 |
| Thief                                    | PlayStation 3       | 25 de fevereiro de 2014 | Eidos Montréal                               | [ 82 ] [ 83 ]          |                                  |                   |                       |                |                 |
| Thief                                    | PlayStation 4       | 25 de fevereiro de 2014 | Eidos Montréal                               | [ 82 ] [ 83 ]          |                                  |                   |                       |                |                 |
| Thief                                    | Xbox 360            | 25 de fevereiro de 2014 | Eidos Montréal                               | [ 82 ] [ 83 ]          |                                  |                   |                       |                |                 |
| Thief                                    | Xbox One            | 25 de fevereiro de 2014 | Eidos Montréal                               | [ 82 ] [ 83 ]          |                                  |                   |                       |                |                 |
| Thief                                    | OS X                | 24 de novembro de 2015 | Eidos Montréal / Feral Interactive           | [ 83 ] [ 84 ]          |                                  |                   |                       |                |                 |
| Hitman Go                                | iOS                 | 17 de abril de 2014 | Square Enix Montréal                         | [ 85 ] [ 86 ]          |                                  |                   |                       |                |                 |
| Hitman Go                                | Android             | 4 de junho de 2014 | Square Enix Montréal                         | [ 86 ] [ 87 ]          |                                  |                   |                       |                |                 |
| Hitman Go                                | Microsoft Windows   | 4 de junho de 2014 | Square Enix Montréal                         | [ 86 ] [ 88 ]          |                                  |                   |                       |                |                 |
| Hitman Go                                | Windows Phone       | 4 de junho de 2014 | Square Enix Montréal                         | [ 86 ] [ 88 ]          |                                  |                   |                       |                |                 |
| Hitman Go                                | Linux               | 23 de fevereiro de 2016 | Square Enix Montréal                         | [ 86 ] [ 89 ]          |                                  |                   |                       |                |                 |
| Hitman Go                                | PlayStation 4       | 23 de fevereiro de 2016 | Square Enix Montréal                         | [ 86 ] [ 90 ]          |                                  |                   |                       |                |                 |
| Hitman Go                                | PlayStation Vita    | 23 de fevereiro de 2016 | Square Enix Montréal                         | [ 86 ] [ 90 ]          |                                  |                   |                       |                |                 |
| Champ Man 15                             | iOS                 | 18 de agosto de 2014 | Beautiful Game Studios                       | [ 80 ] [ 91 ]          |                                  |                   |                       |                |                 |
| Champ Man 15                             | Android             | 8 de outubro de 2014 | Beautiful Game Studios                       | [ 80 ] [ 92 ]          |                                  |                   |                       |                |                 |
| Tomb Raider II                           | GREE                | 4 de dezembro de 2014 | GREE                                         | [ 93 ]                 |                                  |                   |                       |                |                 |
| Lara Croft and the Temple of Osiris      | Microsoft Windows   | 9 de dezembro de 2014 | Crystal Dynamics                             | [ 94 ] [ 95 ]          |                                  |                   |                       |                |                 |
| Lara Croft and the Temple of Osiris      | PlayStation 4       | 9 de dezembro de 2014 | Crystal Dynamics                             | [ 94 ] [ 95 ]          |                                  |                   |                       |                |                 |
| Lara Croft and the Temple of Osiris      | Xbox One            | 9 de dezembro de 2014 | Crystal Dynamics                             | [ 94 ] [ 95 ]          |                                  |                   |                       |                |                 |
| Life Is Strange                          | Microsoft Windows   | 30 de janeiro de 2015 | Dontnod Entertainment                        | [ 96 ] [ 97 ]          |                                  |                   |                       |                |                 |
| Life Is Strange                          | PlayStation 3       | 30 de janeiro de 2015 | Dontnod Entertainment                        | [ 97 ] [ 98 ]          |                                  |                   |                       |                |                 |
| Life Is Strange                          | PlayStation 4       | 30 de janeiro de 2015 | Dontnod Entertainment                        | [ 97 ] [ 99 ]          |                                  |                   |                       |                |                 |
| Life Is Strange                          | Xbox 360            | 30 de janeiro de 2015 | Dontnod Entertainment                        | [ 97 ] [ 100 ]         |                                  |                   |                       |                |                 |
| Life Is Strange                          | Xbox One            | 30 de janeiro de 2015 | Dontnod Entertainment                        | [ 97 ] [ 101 ]         |                                  |                   |                       |                |                 |
| Lara Croft: Relic Run                    | Android             | 28 de maio de 2015 | Crystal Dynamics / Simutronics               | [ 102 ] [ 103 ]        |                                  |                   |                       |                |                 |
| Lara Croft: Relic Run                    | iOS                 | 28 de maio de 2015 | Crystal Dynamics / Simutronics               | [ 102 ] [ 103 ]        |                                  |                   |                       |                |                 |
| Lara Croft: Relic Run                    | Windows Phone       | 28 de maio de 2015 | Crystal Dynamics / Simutronics               | [ 102 ] [ 103 ]        |                                  |                   |                       |                |                 |
| Hitman: Sniper                           | Android             | 4 de junho de 2015 | Square Enix Montréal                         | [ 104 ] [ 105 ]        |                                  |                   |                       |                |                 |
| Hitman: Sniper                           | iOS                 | 4 de junho de 2015 | Square Enix Montréal                         | [ 104 ] [ 105 ]        |                                  |                   |                       |                |                 |
| Championship Manager: All Stars          | Android             | 20 de agosto de 2015 | Distinctive Developments                     | [ 106 ] [ 107 ]        |                                  |                   |                       |                |                 |
| Championship Manager: All Stars          | iOS                 | 20 de agosto de 2015 | Distinctive Developments                     | [ 106 ] [ 107 ]        |                                  |                   |                       |                |                 |
| Lara Croft Go                            | Android             | 27 de agosto de 2015 | Square Enix Montréal                         | [ 108 ] [ 109 ]        |                                  |                   |                       |                |                 |
| Lara Croft Go                            | iOS                 | 27 de agosto de 2015 | Square Enix Montréal                         | [ 108 ] [ 109 ]        |                                  |                   |                       |                |                 |
| Lara Croft Go                            | Microsoft Windows   | 27 de agosto de 2015 | Square Enix Montréal                         | [ 109 ] [ 110 ]        |                                  |                   |                       |                |                 |
| Lara Croft Go                            | Windows Phone       | 27 de agosto de 2015 | Square Enix Montréal                         | [ 108 ] [ 109 ]        |                                  |                   |                       |                |                 |
| Champ Man 16                             | Android             | 24 de setembro de 2015 | Beautiful Game Studios                       | [ 80 ] [ 111 ]         |                                  |                   |                       |                |                 |
| Champ Man 16                             | iOS                 | 24 de setembro de 2015 | Beautiful Game Studios                       | [ 80 ] [ 111 ]         |                                  |                   |                       |                |                 |
| Rise of the Tomb Raider                  | Xbox 360            | 10 de novembro de 2015 | Crystal Dynamics                             | [ 112 ] [ 113 ]        |                                  |                   |                       |                |                 |
| Rise of the Tomb Raider                  | Xbox One            | 10 de novembro de 2015 | Crystal Dynamics                             | [ 113 ] [ 114 ]        |                                  |                   |                       |                |                 |
| Rise of the Tomb Raider                  | Microsoft Windows   | 28 de janeiro de 2016 | Crystal Dynamics                             | [ 113 ] [ 115 ]        |                                  |                   |                       |                |                 |
| Rise of the Tomb Raider                  | PlayStation 4       | 11 de outubro de 2016 | Crystal Dynamics                             | [ 113 ] [ 116 ]        |                                  |                   |                       |                |                 |
| Rise of the Tomb Raider                  | Just Cause 3        | Microsoft Windows | Crystal Dynamics                             | 1 de dezembro de 2015  | Avalanche Studios                | [ 117 ] [ 118 ]   |                       |                |                 |
| Rise of the Tomb Raider                  | Just Cause 3        | PlayStation 4 | Crystal Dynamics                             | 1 de dezembro de 2015  | Avalanche Studios                | [ 117 ] [ 118 ]   |                       |                |                 |
| Xbox One                                 | Just Cause 3        | [ 117 ] [ 118 ] |                                              | 1 de dezembro de 2015  | Avalanche Studios                |                   |                       |                |                 |
| Hitman                                   | Microsoft Windows   | 11 de março de 2016 | IO Interactive                               | [ 119 ] [ 120 ]        |                                  |                   |                       |                |                 |
| Hitman                                   | PlayStation 4       | 11 de março de 2016 | IO Interactive                               | [ 119 ] [ 120 ]        |                                  |                   |                       |                |                 |
| Hitman                                   | Xbox One            | 11 de março de 2016 | IO Interactive                               | [ 119 ] [ 120 ]        |                                  |                   |                       |                |                 |
| Championship Manager 17                  | Android             | 14 de agosto de 2016 | Distinctive Developments                     | [ 121 ] [ 122 ]        |                                  |                   |                       |                |                 |
| Championship Manager 17                  | iOS                 | 14 de agosto de 2016 | Distinctive Developments                     | [ 121 ] [ 122 ]        |                                  |                   |                       |                |                 |
| Deus Ex Go                               | Android             | 18 de agosto de 2016 | Square Enix Montréal                         | [ 123 ] [ 124 ]        |                                  |                   |                       |                |                 |
| Deus Ex Go                               | iOS                 | 18 de agosto de 2016 | Square Enix Montréal                         | [ 123 ] [ 124 ]        |                                  |                   |                       |                |                 |
| Deus Ex: Mankind Divided                 | Microsoft Windows   | 23 de agosto de 2016 | Eidos Montréal                               | [ 124 ] [ 125 ]        |                                  |                   |                       |                |                 |
| Deus Ex: Mankind Divided                 | PlayStation 4       | 23 de agosto de 2016 | Eidos Montréal                               | [ 124 ] [ 125 ]        |                                  |                   |                       |                |                 |
| Deus Ex: Mankind Divided                 | Xbox One            | 23 de agosto de 2016 | Eidos Montréal                               | [ 124 ] [ 125 ]        |                                  |                   |                       |                |                 |
| The Turing Test                          | Microsoft Windows   | 30 de agosto de 2016 | Bulkhead Interactive                         | [ 126 ]                |                                  |                   |                       |                |                 |
| The Turing Test                          | Xbox One            | 30 de agosto de 2016 | Bulkhead Interactive                         | [ 126 ]                |                                  |                   |                       |                |                 |
| The Turing Test                          | PlayStation 4       | 23 de janeiro de 2017 | Bulkhead Interactive                         | [ 127 ]                |                                  |                   |                       |                |                 |
| The Turing Test                          | Nintendo Switch     | 7 de fevereiro de 2020 | Bulkhead Interactive                         | [ 128 ]                |                                  |                   |                       |                |                 |
| Life Is Strange: Before the Storm        | Microsoft Windows   | 31 de agosto de 2017 | Deck Nine Games                              | [ 129 ]                |                                  |                   |                       |                |                 |
| Life Is Strange: Before the Storm        | PlayStation 4       | 31 de agosto de 2017 | Deck Nine Games                              | [ 129 ]                |                                  |                   |                       |                |                 |
| Life Is Strange: Before the Storm        | Xbox One            | 31 de agosto de 2017 | Deck Nine Games                              | [ 129 ]                |                                  |                   |                       |                |                 |
| The Awesome Adventures of Captain Spirit | Microsoft Windows   | 26 de junho de 2018 | Dontnod Entertainment                        | [ 130 ]                |                                  |                   |                       |                |                 |
| The Awesome Adventures of Captain Spirit | PlayStation 4       | 26 de junho de 2018 | Dontnod Entertainment                        | [ 130 ]                |                                  |                   |                       |                |                 |
| The Awesome Adventures of Captain Spirit | Xbox One            | 26 de junho de 2018 | Dontnod Entertainment                        | [ 130 ]                |                                  |                   |                       |                |                 |
| Shadow of the Tomb Raider                | Microsoft Windows   | 14 de setembro de 2018 | Eidos Montréal                               | [ 131 ] [ 132 ]        |                                  |                   |                       |                |                 |
| Shadow of the Tomb Raider                | PlayStation 4       | 14 de setembro de 2018 | Eidos Montréal                               | [ 131 ] [ 132 ]        |                                  |                   |                       |                |                 |
| Shadow of the Tomb Raider                | Xbox One            | 14 de setembro de 2018 | Eidos Montréal                               | [ 131 ] [ 132 ]        |                                  |                   |                       |                |                 |
| Shadow of the Tomb Raider                | Linux               | 5 de novembro de 2019 | Eidos Montréal                               | [ 131 ]                |                                  |                   |                       |                |                 |
| Shadow of the Tomb Raider                | Google Stadia       | 19 de novembro de 2019 | Eidos Montréal                               | [ 131 ]                |                                  |                   |                       |                |                 |
| Shadow of the Tomb Raider                | Life Is Strange 2   | Microsoft Windows | Eidos Montréal                               | 27 de setembro de 2018 | Dontnod Entertainment            | [ 133 ]           |                       |                |                 |
| Shadow of the Tomb Raider                | Life Is Strange 2   | PlayStation 4 | Eidos Montréal                               | 27 de setembro de 2018 | Dontnod Entertainment            | [ 133 ]           |                       |                |                 |
| Xbox One                                 | Life Is Strange 2   | [ 133 ] |                                              | 27 de setembro de 2018 | Dontnod Entertainment            |                   |                       |                |                 |
| Just Cause 4                             | Microsoft Windows   | 4 de dezembro de 2018 | Avalanche Studios                            | [ 134 ]                |                                  |                   |                       |                |                 |
| Just Cause 4                             | PlayStation 4       | 4 de dezembro de 2018 | Avalanche Studios                            | [ 134 ]                |                                  |                   |                       |                |                 |
| Just Cause 4                             | Xbox One            | 4 de dezembro de 2018 | Avalanche Studios                            | [ 134 ]                |                                  |                   |                       |                |                 |
| Battalion 1944                           | Microsoft Windows   | 23 de maio de 2019 | Bulkhead Interactive                         | [ 135 ]                |                                  |                   |                       |                |                 |
| Marvel's Avengers                        | Microsoft Windows   | 4 de setembro de 2020 | Crystal Dynamics                             | [ 136 ] [ 137 ]        |                                  |                   |                       |                |                 |
| Marvel's Avengers                        | PlayStation 4       | 4 de setembro de 2020 | Crystal Dynamics                             | [ 136 ]                |                                  |                   |                       |                |                 |
| Marvel's Avengers                        | Xbox One            | 4 de setembro de 2020 | Crystal Dynamics                             | [ 136 ]                |                                  |                   |                       |                |                 |
| Marvel's Avengers                        | Stadia              | 4 de setembro de 2020 | Crystal Dynamics                             | [ 136 ]                |                                  |                   |                       |                |                 |
| Outriders                                | Microsoft Windows   | 1 de abril de 2021 | People Can Fly                               | [ 138 ]                |                                  |                   |                       |                |                 |
| Outriders                                | PlayStation 4       | 1 de abril de 2021 | People Can Fly                               | [ 138 ]                |                                  |                   |                       |                |                 |
| Outriders                                | PlayStation 5       | 1 de abril de 2021 | People Can Fly                               | 2021                   | [ 138 ]                          |                   |                       |                |                 |
| Outriders                                | Xbox One            | [ 138 ] | People Can Fly                               | 2021                   |                                  |                   |                       |                |                 |
| Outriders                                | Xbox Series X/S     | [ 138 ] | People Can Fly                               |                        |                                  |                   |                       |                |                 |
| Life Is Strange: True Colors             | Microsoft Windows   | 10 de setembro de 2021 | Deck Nine Games                              | [ 139 ]                |                                  |                   |                       |                |                 |
| Life Is Strange: True Colors             | PlayStation 4       | 10 de setembro de 2021 | Deck Nine Games                              | [ 139 ]                |                                  |                   |                       |                |                 |
| Life Is Strange: True Colors             | PlayStation 5       | 10 de setembro de 2021 | Deck Nine Games                              | [ 139 ]                |                                  |                   |                       |                |                 |
| Life Is Strange: True Colors             | Xbox One            | 10 de setembro de 2021 | Deck Nine Games                              | [ 139 ]                |                                  |                   |                       |                |                 |
| Life Is Strange: True Colors             | Xbox Series X/S     | 10 de setembro de 2021 | Deck Nine Games                              | [ 139 ]                |                                  |                   |                       |                |                 |
| Life Is Strange: True Colors             | Stadia              | 10 de setembro de 2021 | Deck Nine Games                              | [ 139 ]                |                                  |                   |                       |                |                 |
| Life Is Strange: True Colors             | Nintendo Switch     | 2021 | Deck Nine Games                              | T\|-                   | Marvel’s Guardians of the Galaxy | Microsoft Windows | 26 de outubro de 2021 | Eidos Montréal | [ 141 ] [ 142 ] |
| Nintendo Switch                          | [ 141 ]             | |                                              |                        | Marvel’s Guardians of the Galaxy |                   | 26 de outubro de 2021 | Eidos Montréal |                 |
| PlayStation 4                            | [ 141 ]             | |                                              |                        | Marvel’s Guardians of the Galaxy |                   | 26 de outubro de 2021 | Eidos Montréal |                 |
| PlayStation 5                            | [ 141 ]             | |                                              |                        | Marvel’s Guardians of the Galaxy |                   | 26 de outubro de 2021 | Eidos Montréal |                 |
| Xbox One                                 | [ 141 ]             | |                                              |                        | Marvel’s Guardians of the Galaxy |                   | 26 de outubro de 2021 | Eidos Montréal |                 |
| Xbox Series X/S                          | [ 141 ]             | |                                              |                        | Marvel’s Guardians of the Galaxy |                   | 26 de outubro de 2021 | Eidos Montréal |                 |
| Tomb Raider Reloaded                     | Android             | 2021 | Emerald City Games, Square Enix London       | [ 143 ]                |                                  |                   |                       |                |                 |
| Tomb Raider Reloaded                     | iOS                 | 2021 | Emerald City Games, Square Enix London       | [ 143 ]                |                                  |                   |                       |                |                 |
| Just Cause Mobile                        | Android             | data-sort-value="" style="background: #DDF; color: #2C2C2C; vertical-align: middle; text-align: center; " class="no table-no2" \| 2022 | Square Enix Montréal                         | [ 144 ] [ 145 ]        |                                  |                   |                       |                |                 |
| Just Cause Mobile                        | iOS                 | data-sort-value="" style="background: #DDF; color: #2C2C2C; vertical-align: middle; text-align: center; " class="no table-no2" \| 2022 | Square Enix Montréal                         | [ 144 ] [ 145 ]        |                                  |                   |                       |                |                 |
| Life Is Strange Remastered Collection    | Microsoft Windows   | 2022 | Deck Nine Games                              | [ 146 ]                |                                  |                   |                       |                |                 |
| Life Is Strange Remastered Collection    | PlayStation 4       | 2022 | Deck Nine Games                              | [ 146 ]                |                                  |                   |                       |                |                 |
| Life Is Strange Remastered Collection    | Xbox One            | 2022 | Deck Nine Games                              | [ 146 ]                |                                  |                   |                       |                |                 |
| Life Is Strange Remastered Collection    | Stadia              | 2022 | Deck Nine Games                              | [ 146 ]                |                                  |                   |                       |                |                 |
| Life Is Strange Remastered Collection    | Nintendo Switch     | ASA | Deck Nine Games                              | [ 147 ]                |                                  |                   |                       |                |                 |
| Circuit Superstars                       | Microsoft Windows   | ASA | Original Fire Games                          | [ 148 ] [ 149 ]        |                                  |                   |                       |                |                 |
| Circuit Superstars                       | Nintendo Switch     | ASA | Original Fire Games                          | [ 148 ]                |                                  |                   |                       |                |                 |
| Circuit Superstars                       | PlayStation 4       | ASA | Original Fire Games                          | [ 148 ]                |                                  |                   |                       |                |                 |
| Circuit Superstars                       | Xbox One            | ASA | Original Fire Games                          | [ 148 ]                |                                  |                   |                       |                |                 |
| Projeto Hitman Sniper Assassin           | Android             | ASA | Square Enix Montréal                         | [ 150 ]                |                                  |                   |                       |                |                 |
| Projeto Hitman Sniper Assassin           | iOS                 | ASA | Square Enix Montréal                         | [ 150 ]                |                                  |                   |                       |                |                 |
| Project Gemini                           | ASA                 | ASA | People Can Fly                               | [ 151 ]                |                                  |                   |                       |                |                 |

## Jogos cancelados
| Título                   | Plataforma(s) planejado                    | Data do cancelamento   | Desenvolvedor(es)  | Ref.    |
| ------------------------ | ------------------------------------------ | ---------------------- | ------------------ | ------- |
| Legacy of Kain: Dead Sun | Microsoft Windows, PlayStation 3, Xbox 360 | 2012                   | Climax Studios     | [ 152 ] |
| Triad Wars               | Microsoft Windows                          | 23 de dezembro de 2015 | United Front Games | [ 153 ] |
| Nosgoth                  | Microsoft Windows                          | 8 de abril de 2016     | Psyonix            | [ 154 ] |